# 宋衍鏞
宋衍鏞，字振东，贵州瓮安人，清朝官員，同進士出身。

## 生平
道光二十年（1840年）庚子科進士，三甲七名，分發福建知縣。道光二十四年（1844年），任上杭縣知縣，深受邑人愛戴。民国《上杭县志》有传。